# 周鎬川
周鎬川（？年—？年），字芑豐，直隸省保定府高陽縣人，宣統三年進士。

## 生平
- 光緒三十三年（1907年）春，入學北洋大學堂工科採礦冶金門乙班生[3]，宣統二年畢業。
- 宣統三年三月，學部會考北洋大學堂畢業學生，得71.27分，因地質、採礦、冶金、鑄鐵、利用地質五門主課均不及60分降中等[4]。
- 宣統三年四月，賞給進士出身，以主事分部儘先補用[5]。
- 宣統三年，分農工商部主事補用[6]。
- 民國元年5月，任保定府官立中學堂監督，10月保定府官立中學堂改名為保定府官立中學校，監督改稱校長，周鎬川自是年至民國十七年（1928年）10月辭職，掌校達16年之久，對學校發展起到了舉足輕重的作用。[7]
- 民國八年（1919年），中華職業教育社特別社員[8]。
- 民國十三年（1924年），直隸全省教育會會員、投票開票檢查員、保定道委員當選人[9]。
- 民國十七年（1928年）12月25日，農鑛部接北平政治分會轉運胡哲如、周鎬川條陳開灤歷史及現況，並謂契約已滿五年，講解除前約，立即收回[10]。
- 民國十九年（1930年）1月，當選河北鑛學會幹事[11]。
- 民國二十年（1931年），山西省農礦廳科員[12]。
- 保定交通部職員[13]